# Refres-Cola
Refres-Cola fue una marca argentina que fabricaba una bebida homónima a la cual debía agregársele soda para transformarla en gaseosa, adaptando de esta manera los niveles de cada bebida de la mezcla de acuerdo al gusto de quien la preparara. Fue creada por Saúl Patrich y se convirtió en la bebida argentina más popular de la década de 1960.